# Великий Західний Ерг

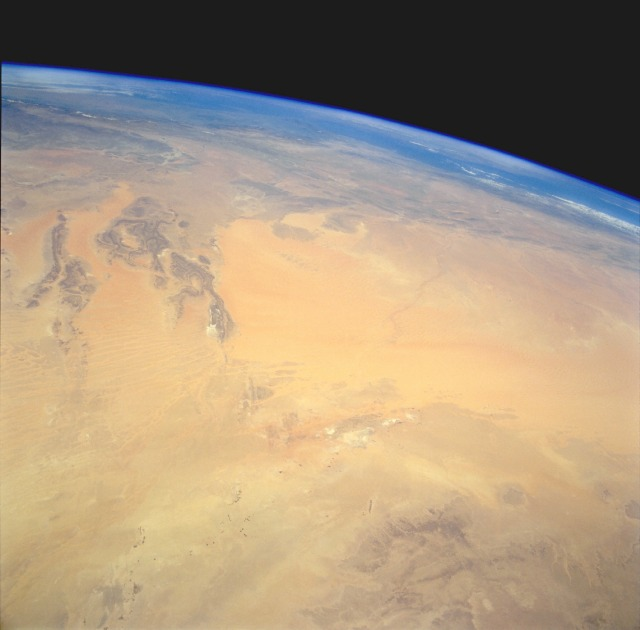
Великий Західний Ерг, вигляд з космосу

Великий Західний Ерг (араб. العرق الغربي الكبير, al-ʿIrq al-Gharbī al-Kabīr), (також відомий як Західне піщане море) — другий за величиною (після Великого Східного) ерг (піщане море) Сахари) у Північному Алжирі.
Займає територію площею 80 000 км2. За рік випадає менше 250 мм опадів.
Місцевість безлюдна, у ній немає поселень чи доріг.

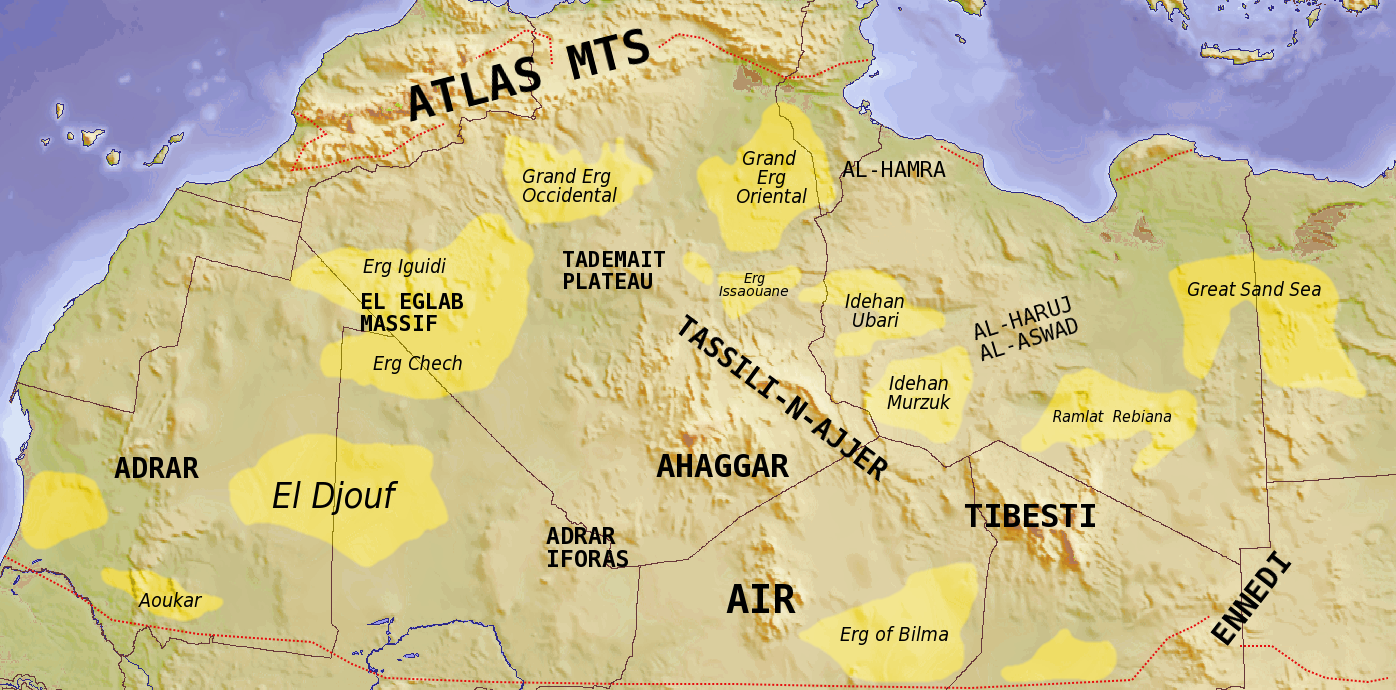
Топографічна карта Сахари